# オレンジ通り五番街
オレンジ通り五番街（オレンジどおりごばんがい）は、文化放送で、1978年4月3日から1979年4月6日まで放送された、夜のワイドラジオ番組。

## パーソナリティ
- 梶原茂（文化放送アナウンサー（当時）1978年9月までは月 - 金曜 → 10月からは月・水・金曜）
- みのもんた（同上 1978年10月から火・木曜）

## 放送時間
- 毎週月 - 金曜 20:30 - 22:30 （1978年9月29日まで）
- 毎週月 - 金曜 20:30 - 22:00 （同年10月2日から）
  - ※『小林克也のPOP IN POPS』の放送時間が月 - 金曜 22:00 - 22:30の枠となったため30分短縮。

## 概要
前番組『夜はラジオマガジン』と同じく、月曜日から金曜日までの20:30放送開始の当時の夜ワイド枠でスタート。本番組中には下記のように多くの内包番組が放送されており、それを生出演のパーソナリティが繋ぐブロックワイド形式の番組だった。なお、直前の時間帯（18:30 - 20:30）には『青春大通り』が放送されており、『通り』がタイトルにつく番組が二本並んでいた。
パーソナリティは月曜 - 金曜を梶原茂が務めていたが、半年後の10月からは梶原の担当は月・水・金の3曜日となり、火曜日・木曜日は1976年4月まで放送されていた『ワイドNo1』以来の平日夜ワイドの登場となる、みのもんたの担当となった。
1979年4月6日で終了した後は平日20:30 - 22:00の枠に帯番組としての夜ワイド枠は無くなり、21時台・22時台の平日帯 夜ワイド番組は1年6か月後の1980年10月にスタートした『吉田照美のてるてるワイド』で再開した。

## テーマ曲
- 来生たかお『オレンジ通り五番街（振り向いてアベニュー）』
  - 作詞：来生えつこ　作曲：来生たかお　編曲：椎名和夫
  - 来生たかおのアルバム『By My Side』のSIDE 2、5曲目に収録。1983年には河合奈保子の曲としてカバーされ（編曲：大村雅朗）、アルバム『あるばむ』のSide B、4曲目に収録されている。

## 主なコーナー・内包番組
- オレンジ色のラブレター
  - 恥ずかしくてラブレターを出せない人のために、番組が代わって“リスナーからこの人へ”の手紙を紹介[1]。
- みのもんたのカム・トゥゲザー （1978年9月まで　共演：いぬいみずえ）
- はぐれ旅・沢田研二のルート53次[1]
- ピンク・レディーとマンハッタン[1]
- 竹下景子の話の片想い
  - 毎週ゲストを招いての対談を、一週間（5日）通して放送[1]。
- デデと純子のミュージック・トリップ（川村ひさし、八神純子）[1]
- スペース・ファンタジー（松本零士、かぜ耕士 他）[1]
  - 宇宙にまつわるショートショート、SF物語などを紹介。
- われら宇宙船地球号 （月替わりパーソナリティ）
- 友よ! 森繁だ （1978年10月2日から）[2]
- ザ・ニューミュージック （1978年10月から）
- スポーツジョッキー （1978年10月から）